# De Averegten
De Averegten is een provinciaal groendomein in de Belgische gemeente Heist-op-den-Berg. Het 100 ha grote gebied is eigendom van de provincie Antwerpen en wordt ook door haar beheerd. Het domein bestaat zowel uit bossen als open ruimten. Deze zijn ingericht als picknickweide, dierenweide, speelzone of natuurgebied.